# Campaña fluvial y naval en la Independencia de Colombia
La Campaña fluvial y naval en la independencia de la Nueva Granada también denominada como la segunda campaña del Magdalena, es la denominación a un conjunto de operaciones realizadas durante 1819 y 1821 como parte de la independencia de Colombia. Fueron ofensivas realizadas por el gobierno de la República de la Gran Colombia contra las fuerzas realistas que guarnecían los puertos del río Magdalena y del mar Caribe: Mompox, Barranquilla, Santa Marta, Cartagena de Indias y Riohacha. Estas expediciones fueron un éxito que garantizó el suministro de armas y de comercio para la naciente república.

## Antecedentes

### Fidelismo en la región
Durante la independencia de Colombia, las ciudades realistas de Santa Marta y Riohacha lucharon contra los patriotas, inicialmente provenientes de su rival, Cartagena de Indias. El historiador Carlos Payares González dice que el conflicto entre ambas ciudades puede dividirse en dos etapas: 1810-1815 y 1816-1821, siendo el punto de inflexión la llegada de la expedición del mariscal de campo Pablo Morillo. Su colega Adelaida Sourdis Nájera prefiere dividir la guerra de independencia de Nueva Granada y Venezuela en los mismos períodos. Centrándose en las acciones marítimas, en la primera fase la armada de las Provincias Unidas, principalmente el Estado de Cartagena, enfrentó a Santa Marta, mientras que en la segunda la armada de la Gran Colombia lentamente expulsó a los realistas de la región.
Como consecuencia de la guerra, se hizo más fuerte la «esencia "monárquica-fidelista"» de los samarios hasta volverlos, junto a los pastusos, «ciudades "mecas del realismo" o "fidelismo absolutista"». Sus habitantes apoyaron ferozmente la causa realista por tradicional respeto a la figura del rey y a la Iglesia católica. La élite samaria partidaria de la independencia era muy escasa y no pudieron doblegar la burocracia y oficialidad españolas que vivían en el puerto. Además, parte de esa aristocracia eran funcionarios o familias de origen peninsular y con poca influencia de las ideas ilustradas. Contaron con el apoyo de los caribes de Bonda y Mamatoco y los taironas de Ciénaga y Gaira, a pesar de que en varias veces anteriores los patricios locales y gobernadores españoles entregaron a gente de castas tierras de los indios a fin de ganar su favor. Los taironas de Taganga también apoyaron a la monarquía al final del conflicto. Solo los nativos arahuacos de Malambo fueron partidarios de los patriotas. En la provincia de Riohacha, tanto funcionarios como indios fueron monárquicos, pero estos últimos, al contrario de los samarios, jamás se enlistaron en las milicias. En 1813 la villa permaneció fiel al rey a pesar del levantamiento de vecinos e indios, llegando a enviar tropas al valle del río Cesar, donde los pueblerinos se opusieron a la declaración de independencia de Valledupar.
El historiador estadounidense Charles Tilly sostuvo que para el surgimiento de una «insurgencia contrarrevolucionaria» eran clave que las tradiciones y estructuras sociales fueran vitales para la población, lo que sucedía en Santa Marta como en la famosa Vandea francesa. En cambio, para que apareciera una «insurgencia revolucionaria» en sitios donde hay mayor dinámica social, mayores ritmos de cambio y poco peso de la estructura social previa.
Fueron los guajiros (wayús) los que encabezaron la causa en esa zona. Jamás fueron sometidos por las autoridades españoles, pero gracias al intercambio cultural se volvieron ganaderos, algo ideal para ellos, pues la península de la Guajira era muy seca para la agricultura, lo que disminuía el interés por colonizarla. También eran seminómadas que se mudaban según las estaciones del año. Aunque hubo conflictos por la resistencia a los misioneros y las revueltas guajiras, con las consecuentes campañas de castigo españolas, la violencia era limitada. Lentamente, gracias al comercio y los concubinatos, guajiros y colonos se fueron integrando, creando una dependencia mutua basada en lazos económicos y familiares a finales del siglo XVIII. Los que vivían en la zona entre el istmo y la orilla norte del río Ranchería estaban más mestizados e involucrados en la política criolla que sus parientes del norte de la península. El control de la Guajira era vital porque permitía movilizar guerreros y daba acceso a puertos naturales desde donde introducir armas a la región. Los indios intercambiaban ganado y madera por licor, ropa y armas de fuego a contrabandistas, especialmente holandeses.

### Situación previa
El 10 de agosto de 1819, el Jefe Supremo Simón Bolívar entraba en Santafé de Bogotá, tres días después de su victoria en Boyacá. En pocos meses, los patriotas se apoderaron de las provincias de Pamplona, Tunja, Socorro, Bogotá, Antioquia, Mariquita, Neiva y la mayor parte de Popayán. En respuesta, los realistas se replegaron al Valle del Cauca y al Bajo Magdalena y la costa atlántica neogranadina, donde controlaban los estratégicos puertos de Cartagena y Santa Marta, lo que les permitía bloquear la llegada de suministros de los mercaderes británicos y los ingresos de la aduana a los valles del interior. Así, en 1819 se iniciaba una nueva etapa de la guerra de independencia en la costa atlántica, la que acabaría tres años después con la derrota de los monárquicos.

## Ejército patriota
El historiador colombiano Armando Martínez Garnica afirma que en la campaña contra Santa Marta se movilizaron 3000 patriotas, la mitad reclutados en Cartagena y el resto en el interior, en Cundinamarca. Unos 800 hombres fueron incorporados en Sabanilla, Barranquilla y Soledad. Para el ataque final contra Santa Marta las fuerzas reunidas por Brión y Padilla en mar y Carmona y Carreño en tierra sumaban al menos 2000 hombres según el historiador noruego Stein Saether. Su colega colombiano Joaquín Viloria de la Hoz afirma que las fuerzas terrestres eran 2000 infantes, 400 jinetes, la mayoría llaneros venezolanos, y artillería. En el siglo XIX, los colombianos José Manuel Restrepo y Carlos Benedetti calculaban a los republicanos a 1300 en tierra y 650 transportados en el mar. Feliciano Montenegro Colón, pedagogo venezolano, reduce el número a 1000 soldados en tierra apoyados por 20 cañoneras.
Respecto al asedio de Cartagena, el llamado Ejército del Norte, acampado en Pamplona antes de iniciar la campaña, sumaba 2500 hombres según Restrepo, aunque la mayoría eran reclutas. En cambio, el historiador argentino Bartolomé Mitre los eleva a 3000 efectivos después que cayeran Riohacha y Santa Marta. Tomás Cipriano de Mosquera, estadista colombiano, apoyaba la cifra de Restrepo sobre el Ejército del Norte, aunque también menciona que otros 1000 hombres se preparaban para atacar Riohacha. En cambio, el militar colombiano Pedro Julio Dousdebés Aguilar, sostenía que después del desastre en Turbaco, los patriotas tenían para el asedio un contingente de 1350 plazas organizadas en 400 del batallón Girardot, más de 300 del Antioquia, 150 lanceros dragones y 500 supervivientes de Turbaco.

## Ejército realista
Restrepo afirma que Sámano resistía con 2000 hombres en la costa caribeña de la Nueva Granada, apoyándose en la plaza fortificada de Cartagena y sus recursos almacenados. En cambio, Mosquera sostiene que en el litoral neogranadino y el Istmo estaban el regimiento de León, los batallones Cataluña, el Del Rey y dos de Albuera y artillería, unas 3400 plazas; 300 soldados de caballería y 1000 milicianos de Santa Marta, Cartagena, Ciénaga y Mompox.
Desde 1815, para la defensa de Santa Marta se organizaron importantes fuerzas: «Organizados para contrarrestar los embates de las fuerzas emancipadoras dichos escuadrones estarían conformados por dos mil hombres con una manutención mensual de veinticinco mil pesos fuertes». Coincide con una estimación expresada por Tomás Montilla: «No se trata, señor, de bandas de samarios, ni guerrillas de mil ó dos mil hombres».
Respecto a la guarnición de Cartagena, Dousdebés Aguilar dice que los realistas tenían «poco menos de 1.200 hombres y el buen armamento de la plaza» o «1.150 realistas». Sobre la guerrilla de Los Colorados, según las Noticias históricas de la ciudad y provincia de Ocaña, publicada originalmente en 1924 por el historiador Justiniano Páez, sumaba unos 1500 hombres en 1820: «los hombres pacíficos se vieron compelidos a ingresar en aquellas hordas semisalvajes que llegaron a formar un ejército de más de 1.500 hombres, los cuales mantuvieron en constante zozobra a todo el cantón de Ocaña durante varios años». Estos combatientes fueron reclutados en los pueblos vecinos a la ciudad homónima en una compañía miliciana voluntaria.
El brigadier Ruiz de Porras intentó recuperar Riohacha y defender Santa Marta, en la primera operación fuentes de la época estiman en 2000 realistas que se concentraron en Ciénaga y luego atacaron. El historiador colombiano Nicolás González Chaves apoya dicha cifra, aunque su colega y compatriota, Restrepo, la reduce a 1500 en la batalla, lo que es respetado por Saether.
Respecto a la hueste que Ruiz de Porras presentó en Ciénaga para detener a los republicanos en su avance a Santa Marta, en las Reminiscencias de los oficiales ingleses del batallón de Rifleros en las campañas de Bolívar, en las guerras de la independencia de Colombia, obra escrita en inglés por Tomás Carlos Wright, irlandés quien era capitán durante esta campaña militar, se afirmaba que «Las fuerzas del enemigo alcanzaban arriba de 2.000 hombres, pero en gran parte consistían aquellas en guerreros indios del país». La mayoría de eruditos apoyaba números similares, como Restrepo (1500), Benedetti (1900), González Chaves (2000) y Saether (1800). Solamente Montenegro Colón eleva la cifra hasta los 3000 defensores.

## Operaciones

### Fracaso en Riohacha

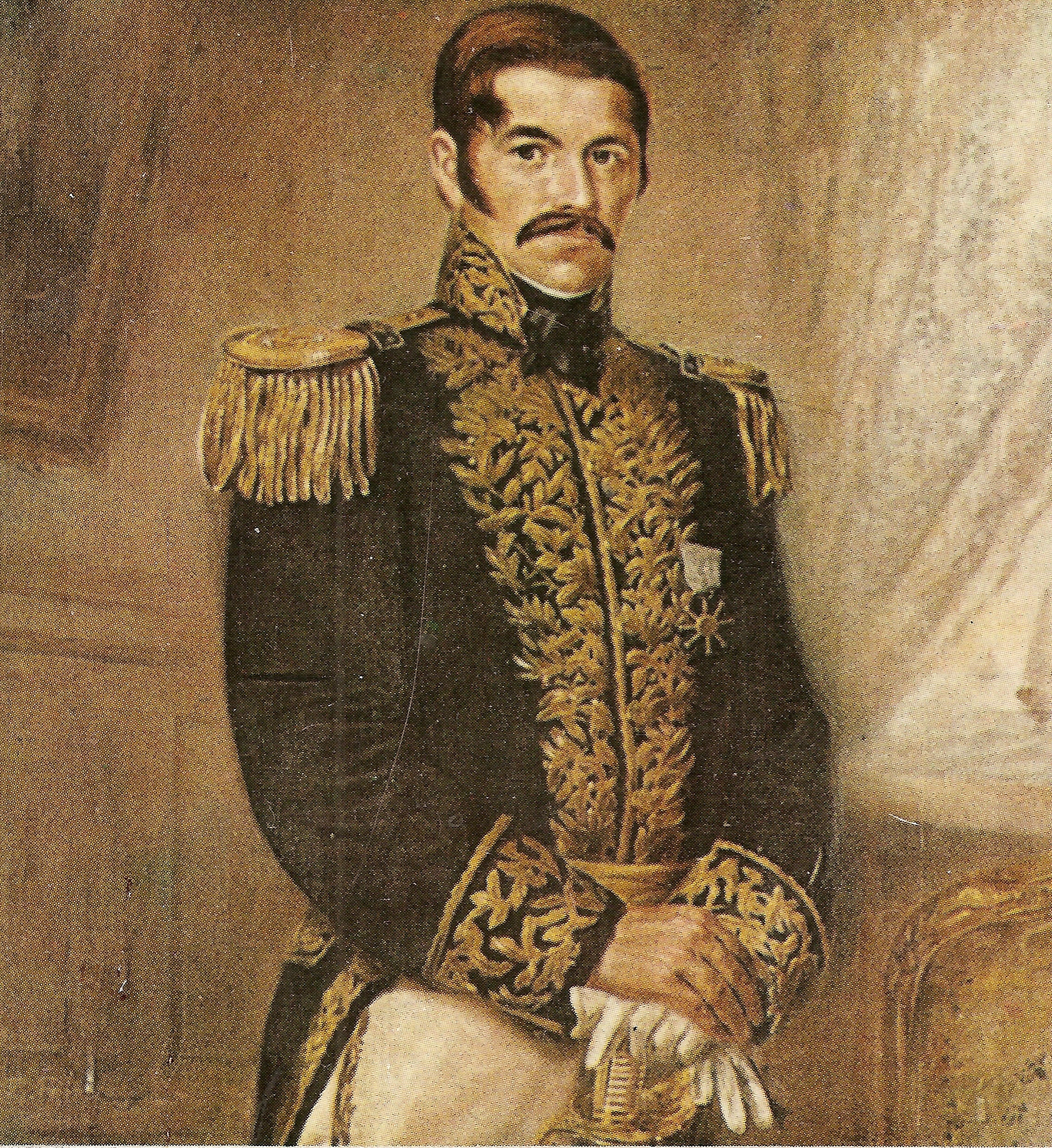
Retrato del almirante Luis Brión, por Antonio Esteban Frías, 1913.

El 5 de octubre de 1819, cerca de 200 mercenarios irlandeses y 3 buques británicos desembarcaron en Riohacha al mando del general de división Gregor MacGregor, sin embargo, como su comandante se negó a poner pie en tierra hasta que la ciudad estaba asegurada fue considerado un cobarde y su autoridad se vio mermada. De esta forma, no hizo nada para restablecer la disciplina y sus soldados empezaron a saquear la ciudad. Entre tanto, el gobernador realista de la villa, coronel José de Solís, había huido al interior. El 11 de octubre, apoyado por los capitanes Clemente Iguarán y Miguel Gómez y sus milicias de guajiros contraatacó. Los vecinos de Riohacha, furiosos por los abusos cometidos por los irlandeses, se unieron a los monárquicos. MacGregor abandonó a sus soldados, tomando su equipaje y botín en un barco que zarpó al comenzar la lucha, un ejemplo seguido por otros oficiales. Solís fue implacable e hizo fusilar a decenas de prisioneros en Valledupar el 12 de noviembre. También castigo a los vecinos de los que sospechaba habían ayudado a MacGregor. Esta primera expedición, mal organizada, sólo sirvió para generar odio a la causa republicana entre los habitantes de la región.

### Planes republicanos
Después de este desastre, se planificación una operación con los siguientes pasos: apoderarse del delta del Magdalena, tomar Santa Marta, bloquear Cartagena por mar y apoderarse de Maracaibo.
Bolívar ordenó una ofensiva contra la región caribeña en cuatro ejes de ataque. El primero, debía atacar la costa a cargo del coronel Mariano Montilla; el segundo conquistaría Mompox, el Bajo Magdalena y las sábanas de Corozal bajo las órdenes de los tenientes coroneles José María Córdova y Hermógenes Maza; el tercero partiría de Ocaña directamente a Santa Marta y sería encabezado por los coroneles Jacinto Lara y José María Carreño; y el cuarto atacaría los puertos de Maracaibo, Santa Marta y Cartagena al mando del capitán de navío José Prudencio Padilla.

### Toma de Riohacha
Para Bolívar el primer pasó era la toma de Riohacha y desde ahí establecer comunicaciones terrestres con las unidades republicanas que ocuparan Ocaña y Valledupar.
El 29 de diciembre llegó a isla Margarita el almirante Luis Brión. El 2 de enero de 1820 llegó el coronel Montilla con órdenes de Bolívar de atacar Riohacha. El 7 de marzo zarparon de Juan Griego con 10 buques de guerra y 8 transportes al mando de Brión. Como segundo tenía al capitán Padilla y a cargo de las fuerzas terrestres Montilla. El 11 de marzo la escuadra fondeaba en la bahía de Riohacha y empezaba a bombardear el puerto, haciendo que Solís la evacuara a la mañana siguiente, permitiendo la entrada de los republicanos. Así, Montilla avanzó sobre Valledupar, ocupándola el 29 de marzo, pero al carecer de caballería no pudo restablecer contacto con Brión, quien se quedó en el puerto. Acosado por las guerrillas de Solís, el coronel ordenó la retirada a Riohacha el 17 de abril. Sin embargo, la situación en Riohacha tampoco era muy optimista, pues el 18 de mayo 52 oficiales irlandeses se amotinaron por sus sueldos impagos y malos alimentos, exigiendo poder retirarse a la colonia británica más próxima.
Entre tanto, el gobernador realista de la vecina provincia de Santa Marta, brigadier Pedro Ruiz de Porras, ordena al coronel Vicente Sánchez de Lima reconquistar el puerto. El 25 de mayo chocó con los defensores en Laguna Salada. El 4 de junio Montilla permitió la evacuación por mar de los irlandeses, una merma en sus fuerzas que le impidió atacar directamente Santa Marta.
En el interior, el 10 de marzo, el coronel Francisco Carmona ocupaba Ocaña y el día 20, Lara salía de Bucaramanga con 1000 soldados con rumbo a Santa Marta. El 16 de junio ambos unieron sus fuerzas en Tamalameque.

### Asedio de Cartagena

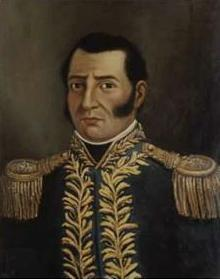
José Prudencio Padilla López, óleo de Constancio Franco Vargas, 1880. En esta pintura se observan los esfuerzos de blanqueamiento en las representaciones de los próceres independentistas.

A mediados de 1820, la mayor parte del Bajo Magdalena estaba en poder de los patriotas, quedando sólo Cartagena bajo asedio. El 11 de junio Montilla y Brión desembarcaban en Sabanilla y al día siguiente entraban en Barranquilla y Soledad, uniéndoseles los pobladores a su columna. Montilla coordina sus movimientos con el teniente coronel Córdova, quien ocupaba Mompox el 22 de junio. En esa jornada se le une la columna del teniente coronel Maza, quien había tomado El Banco el día anterior. Entre tanto, Carmona y Lara lograron derrotar a Sánchez de Lima en Chiriguaná.
El 14 de junio, Montilla rodeaba Cartagena, cuya guarnición aún podía comunicarse por mar y tenía el apoyo de pueblos vecinos para alimentarse. Para aislar mejor la ciudad, el 30 de junio tomaba por asalto Sitionuevo.
Mientras esto se producía, la caída del régimen absolutista y la instauración del Trienio Liberal causó un conflicto interno entre realistas liberales y absolutistas. El gobernador de la provincia, brigadier Gabriel de Torres, formó un cabildo extraordinario e informó al virrey neogranadino, brigadier Juan de Sámano, que el rey había jurado la Constitución. El virrey se negó a cambiar el sistema político en la ciudad y el 8 de junio le negaba toda autoridad al cabildo mientras que aquel le pedía reconocer la Constitución. Durante esa noche varias unidades de la guarnición abandonaron sus barracas y expulsaron a sus oficiales, exigiendo jurar lealtad a la Constitución y el pago de los sueldos atrasados. Al día siguiente, temiendo un motín, el virrey distribuyó dinero entre los hombres de la brigada de artillería y el regimiento León que ocuparon la plaza de la Inquisición, lo que calmó un poco la situación. El 10 de junio se celebró un Te Deum y los funcionarios civiles y militares juraron lealtad a la Constitución por exigencia de Torres, a excepción de Sámano que se negó a asistir, quien quedó aislado y desprovisto de todo poder político. Así, «Torres se convirtió en el virrey de facto, una oportunidad que había esperado durante algún tiempo». La ciudad fue rebautizada como Cartagena de América.
Este conflicto interno solo contribuyó a aumentar la indisciplina y deserciones entre los soldados monárquicos, pero también sus oficiales. Por ejemplo, el coronel Warleta abandonó Barranca, la que fue ocupada sin resistencia por Córdova el 25 de junio. El 28 de junio llegó un barco desde España con órdenes de jurar fidelidad a la Constitución, lo que Sámano aceptó, pero Torres ya no confiaba en él. Cuando el virrey intentó organizar una facción anticonstitucional y recuperar su poder, el gobernador le obligó a embarcarse para Jamaica el 5 de julio. Sin embargo, los dos principales jefes militares de la plaza, el brigadier Antonio Cano de Orbaneja y el coronel Francisco Warleta, se mostraron opuestos a la Constitución.
El 22 de agosto, Bolívar llegó de visita a Soledad a supervisar los movimientos militares. Seis días después se movió a Turbaco y le propuso al gobernador Torres una capitulación honrosa, pero fue rechazada. El 30 de agosto regreso a Cundinamarca, pero dándole instrucciones a Montilla de estrechar el cerco.
El 1 de septiembre, los españoles lanzaron un ataque sorpresa contra Turbaco, pasando a cuchillo a la guarnición, incluyendo a quienes se rindieron. En contrapartida, esa misma jornada los patriotas ocuparon Valledupar. Aquel día también apareció la corbeta española Ceres, enviada desde La Habana, en la bahía de Santa Marta, trayendo suministros y dando ánimos a los habitantes. El 8 de septiembre Montilla recuperó el Turbaco y se reestableció el asedio.

### Toma de Santa Marta
El descalabro en Turbaco y la aparición de buques españoles en las costas había retrasado nuevamente la campaña contra Santa Marta, sin embargo, Bolívar dio órdenes de lanzar una ofensiva de inmediato para luego seguir sobre Maracaibo. Sabedor de la ofensiva que se le venía encima, el brigadier Ruiz de Porras emitió monedas de plata de poca calidad para pagar a las tropas, entusiasmo a los samarios, organizó cuerpos de caballería e infantería, consiguió la ayuda de los indios de los pueblos cercanos y fortificó el pueblo de Ciénaga, la antesala de Santa Marta por donde todo enemigo debía avanzar.
El coronel Lara avanzó hasta El Piñón, en la orilla este del Magdalena, a la espera de otras divisiones para avanzar sobre Santa Marta. Sin embargo, esto le dio tiempo a Ruiz de Porras para recibir 500 soldados de línea enviados por Morillo y ponerlos a las órdenes del coronel Sánchez de Lima. El oficial realista salió de Fundación a Pivijay, forzando a Lara a retirarse al otro lado del río por creerse en inferioridad numérica. Cuando se dio cuenta de su error y aprovechando la retirada de Sánchez de Lima, Lara cruzó de vuelta y ocupó a Guaimaro el 20 de octubre. Justo entonces, llegó el coronel Carreño a relevarlo del mando.
Acampado en Fundación, Sánchez de Lima mandó al teniente coronel Francisco Labarcés detener a Carreño en Río Frío mientras él se movería por la Ciénaga Grande de Santa Marta para atacarlo por la retaguardia. Sin embargo, su plan se canceló cuando fuerzas sutiles, es decir, barcos ligeros, ocuparon la Ciénaga Grande a las órdenes de Padilla. Esto permitió a Carreño vencer a su enemigo el 30 de octubre. Sánchez de Lima decidió huir a Maracaibo, mientras que Carreño y Padillo unieron sus fuerzas para avanzar sobre Santa Marta, cuya bahía estaba siendo bloqueada por Brión.
La batalla decisiva se dio en el pueblo de Ciénaga el 10 de noviembre, con Carreño encabezando el ataque de las fuerzas terrestres a las baterías realistas y Padilla cruzando la Ciénaga Grande para atacar las defensas del pueblo, la salina y la barra. Carreño logró flanquear las baterías enemigas y atacarlas desde atrás, en un combate encarnizado donde muchos hombres murieron, especialmente indios que se habían movilizado para defender la localidad.
Finalmente, el 11 de noviembre Santa Marta era ocupada por los patriotas del coronel Carreño, seguido del almirante Brión.

### Rendición de Cartagena
Las fuerzas navales de los defensores fueron destruidas en un ataque sorpresa efectuado por Padilla en la noche de San Juan, el 24 de junio. El 1 de octubre, los 700 soldados sobrevivientes de la guarnición se rindieron ante Mariano Montilla, recién nombrado general de brigada, y fueron embarcados junto a los funcionarios civiles y otros monárquicos a Cuba. El 10 de octubre, el batallón Antioquía del teniente coronel Córdova entró mientras que los realistas sobrevivientes se embarcaban a su destino. El asedio había durado 14 meses, incluyendo 3 en que las hostilidades se suspendieron por el armisticio. El gobierno republicano se hacía con un puerto natural provisto de formidables fortificaciones y numerosa artillería. En sus almacenes habían 3000 fusiles, 3500 quintales de pólvora y 1300 de plomo.
En cuanto Cartagena se rindió, producto de los excesos de las tropas republicanas, hubo una rebelión en varios pueblos de la provincia de Riohacha, pero rápidamente el gobernador republicano, teniente coronel José Sardá, la sometió. De esta manera, las provincias de Cartagena, Santa Marta y Riohacha quedaron en poder republicano.

## Consecuencias

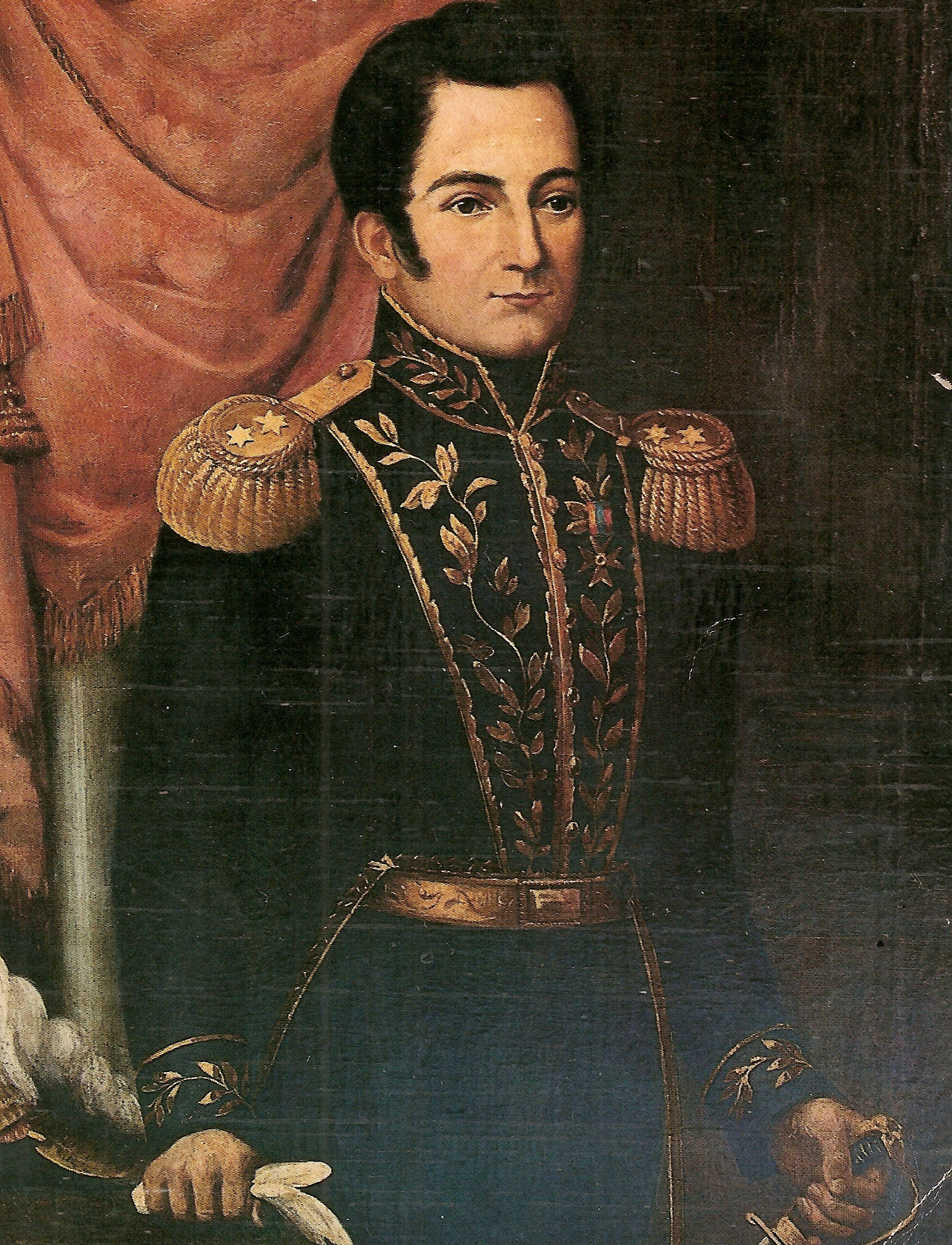
Retrato del general Mariano Montilla, por Martín Tovar y Tovar, 1874.

### Análisis
Según la historiadora Sourdis Nájera, la exitosa campaña terrestre y naval fue uno de los puntos culminantes de la guerra de independencia librada en la Nueva Granada y Venezuela, estando a la par con operaciones marítimas como la del Magdalena (1813), Los Cayos (1816) o lago de Maracaibo (1823). En todos estos casos, la mayoría de las tripulaciones republicanas estuvieron conformadas por corsarios y destacó Padilla.

### Guerrillas
Como castigo a las poblaciones desafectas a la independencia, Bolívar ordenó realizar una leva para reclutar 2000 hombres en los territorios recién conquistados del Magdalena; algo similar pasó en otras provincias. Esto llevó a muchos samarios a huir a los bosques y formar guerrillas, destacando la de los colorados, que actuó especialmente entre Valledupar y Ocaña.
Durante 1821 surgieron numerosas guerrillas en Riohacha. Miguel Gómez se volvió teniente coronel de una compañía de milicianos de color. Su hijo había sido arrestado y fusilado en Fonseca por los patriotas cuando intentaba buscar aliados para su guerrilla. Su base de operaciones era la zona de Guíncua, desde donde hacía alianzas con los rancheros (o el alcalde de Fonseca, José Vicente de Frías, hasta su captura y condena a 10 años de prisión en el castillo San Felipe de Barajas), espiaba a los patriotas y tomaba rehenes. Otro importante jefe guerrillero era Andrés Medina de la zona de Fonseca, quien casi tomó Valledupar y pudo ser nieto de Gómez. Estos vínculos de sangre fueron claves en su éxito, pues al ser agraviado contribuir a su venganza era un deber de sus numerosos parientes y sus pueblos. En cambio, el cacique Canopán de los cariachiles, posiblemente una parcialidad de los yukos, ayudó a los patriotas a defender Maracaibo y Valledupar de las incursiones de chimilas y guajiros, sus enemigos tradicionales.
Estas partidas fueron muy exitosas, en vísperas de la batalla de Carabobo, los guajiros monárquicos cortaron las líneas de suministros de los grancolombianos y aislaron Riohacha y Maracaibo. Sin embargo, un fracasado asalto a Ocaña en noviembre marcó su fin inmediato, los supervivientes marcharon al valle del río Cesar para unirse a las guerrillas del coronel Daza. Así, las guerrillas en las zonas del Bajo Magdalena, la costa y alrededores de Santa Marta, de Ocaña y Valledupar dejaron de operar a finales de año.
En febrero de 1822 se volvieron a sublevar los Colorados de Álvarez, pero acabó vencido y gravemente herido en El Hatico el 10 de septiembre. En octubre, los coroneles realistas Juan Salvador Anselmo Daza y Buenaventura de la Sierra asediaron Valledupar con un contingente de guerrilleros. A finales de año, los indios de Ciénaga, Gaira, Bonda y Mamatoco se rebelaron y tomaron Santa Marta. Luego, sus congéneres de Taganga capturaron al gobernador republicano, coronel Luis Francisco de Rieux y Sabaires, y el comandante de armas, coronel Carmona, entregándolos a los insurrectos. En marzo de 1823, los republicanos reconquistaron la ciudad y forzaron a los supervivientes a huir a Maracaibo, marcando el final de la resistencia en la zona.

### Ruina en la región
Cartagena perdió la mitad de su población y entró en una decadencia económica que duró el resto de la centuria, con el factor que la mayor parte de su clase dirigente fue fusilada por los realistas o se exilió. Santa Marta quedó retrasada económicamente frente al resto del país y, aunque reemplazó a la anterior ciudad como cabeza económica de la región, terminó por ceder la primacía a Barranquilla. Finalmente, Riohacha quedó tan arruinada que el gobierno debió eximirla de ciertos impuestos para poder reconstruirse.
Las tres provincias fueron integradas en el departamento del Magdalena por las autoridades republicanas, sin embargo, la región sufrió de una atomización que se expresó en los conflictos de 1830, 1840 y 1843, causada por los recelos de Riohacha, Santa Marta y Mompox a la supremacía de Cartagena, el descontento de los oficiales venezolanos que se quedaron en la zona después de la muerte de Bolívar y las pretensiones federalistas de las élites caribeñas ante el centralismo de Bogotá. Así, durante la Guerra de los Supremos, en 1840, se formaron varios estados federales en el departamento: Estado de Manzanares, equivalente a la provincia de Santa Marta; el de Barlovento, constituido por los cantones de Sabanalarga, Soledad y Barranquilla; y el de Mompox, sobre la provincia homónima. Cartagena se negó a sumarse al segundo Estado, por lo que el tercero intentó incorporarla, aunque en el curso de los eventos acabó fusionada al segundo. La idea de una federación costeña tomó fuerza hasta que las élites locales acabaron por apoyar al gobierno central, acabando con «la posibilidad de haber constituido otro país», según la historiadora Adelaida Sourdis Nájera.